# Levitación

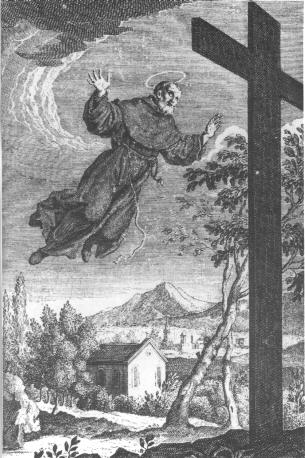
Grabado del que muestra a san José de Cupertino en una de sus levitaciones.

Se denomina levitación al efecto por el que un cuerpo u objeto se halla en suspensión sin mediación de otro objeto físico en contacto con el primero que sustente al que levita o "flota", todo ello bajo efectos de la gravedad; o también el fenómeno no ordinario que consiste en que un cuerpo se levante sobre la tierra, manteniéndose en el aire sin apoyo natural.
Es decir la persona se queda suspendida en el aire sin ninguna ayuda de un tercero.

## Levitación y la Iglesia Católica
En muchas tradiciones místicas y religiosas, se considera que una persona "iniciada" puede levitar. 
En especial, el catolicismo considera la levitación como un fenómeno no ordinario que consiste en que un cuerpo se levante sobre la tierra, manteniéndose en el aire sin apoyo natural. En la mística cristiana, recibe el nombre de éxtasis ascensional, y de marcha extática cuando el cuerpo parece desplazarse sin tocar el suelo. En los estudios realizados por los bolandistas se señalan testimonios de algunos casos de levitación en la historia del cristianismo: San José de Cupertino, San Francisco de Asís, Santo Tomás de Aquino, Santo Domingo Savio, Santa Catalina de Siena, San Felipe Neri, San Pedro de Alcántara, San Francisco Javier, San Teresa de Jesús, San Juan de la Cruz, San Esteban I de Hungría. Con todo, el caso de José de Cupertino es, sin dudas, el primero de todos por el carácter conspicuo de esta manifestación.
La Iglesia ha explicado este fenómeno como una anticipación del don de agilidad propia de los cuerpos gloriosos. Por regla, le levitación mística se verifica mientras el paciente está en éxtasis y, si el cuerpo se eleva un poco, se llama éxtasis ascensional; si se eleva a gran altura, recibe el nombre de vuelo extático; y si comienza a andar velozmente a ras del suelo, pero sin tocarlo, se llama marcha extática.

## En el Ocultismo
En el contexto del ocultismo, se dice: La teoría de la levitación se describe como el situarse en un estado mental en el que una persona es abstracta y espiritual en relación con el mundo material o físico en el que se encuentra. Cuando el pensamiento abstracto o espiritual, de levitación en este caso, crece hasta ser lo suficientemente fuerte, la observación abstracta se convierte en física y concreta. Esto permite a la persona que se soporte en lo que otros ven como normalmente abstracto e imaginario. Para el levitador, el fenómeno es tan real como la tierra es para los demás.

## Levitación en física

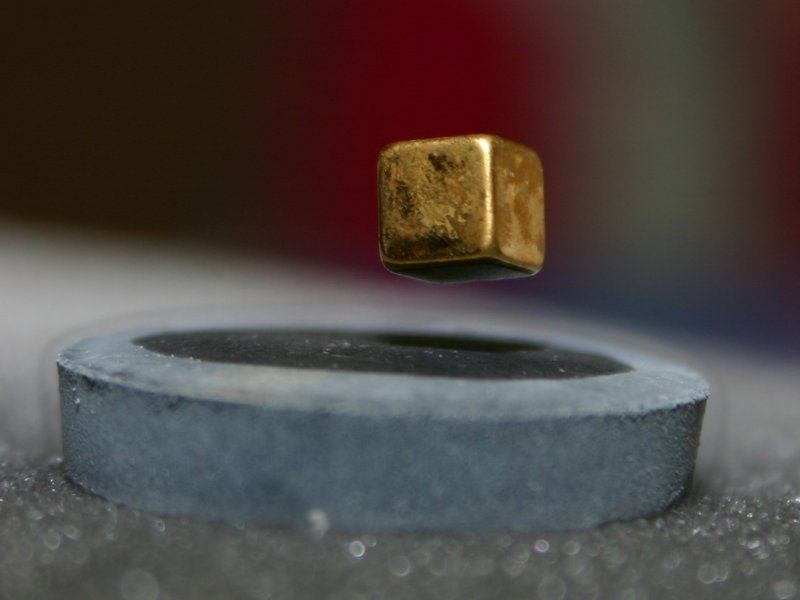
Un imán cúbico levitando sobre un material superconductor.

Para que tenga lugar la levitación en presencia de un campo gravitatorio, es preciso que:
- una fuerza que contrarreste el peso del cuerpo (la fuerza de gravedad que actúa sobre el objeto que levita).
- para que se halle en suspensión estable, es necesaria una fuerza adicional que contrarreste cada pequeño desplazamiento del objeto en levitación.

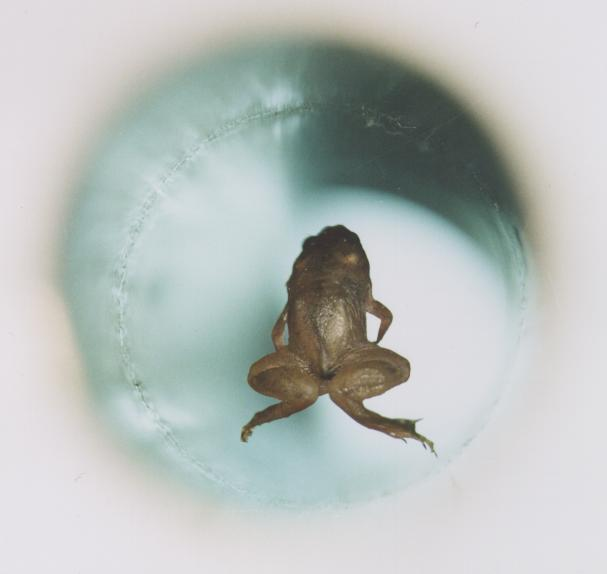
Levitación diamagnética de una rana viva.

Desde el punto de vista científico, la levitación se puede dar debido a los siguientes efectos:
- Levitación electrostática: para ello es necesario que el objeto que levita esté cargado eléctricamente, de modo que con un campo eléctrico adecuado se produzca una fuerza igual y opuesta a la de la gravedad. Este tipo de levitación es el que se da, por ejemplo, en el experimento clásico de la gota de aceite realizado por primera vez por Robert Millikan.
- Levitación magnética: en esta forma de levitación se pueden agrupar la debida a imanes (por ejemplo, dos imanes atravesados por un hilo, dispuestos de forma que se enfrenten polos iguales; esta versión es conocida también como pseudolevitación, ya que en realidad requiere de una ligadura adicional, como por ejemplo el hilo comentado), la debida a la superconductividad (concretamente por causa del efecto Meissner), la debida al diamagnetismo, o la suspensión electromagnética (la cual, con la ayuda de servomecanismos, es aplicada en trenes de levitación magnética).
- Levitación aerodinámica: en este caso se juega con las variaciones en la presión ejercida por gases para mantener objetos en posición estable, como en el caso de los helicópteros (los aviones no se pueden considerar objetos en levitación, ya que, con alguna excepción como el McDonnell Douglas AV-8 Harrier II, necesitan estar en movimiento, por lo que no se puede decir que estén en posición estable).
- Levitación acústica: es posible debido a los efectos no lineales de las ondas sonoras intensas, aunque en la práctica esto se ha realizado tan solo con objetos de unos pocos gramos de masa.
- Levitación óptica: emplea la presión de radiación para hacer levitar objetos de poca masa, usando el principio de la conservación del momento (el objeto absorbe los fotones, con lo que el momento de estos es transferido al objeto en levitación). Por lo general, en este tipo de levitación, se emplean láseres.
- Antigravedad: forma de levitación que no ha sido observada ni demostrada. Según ciertas hipótesis en el ámbito de la física teórica. Bajo ciertas condiciones físicas los objetos en lugar de atraerse se repelerían gravitacionalmente (de modo que tendrían una "masa negativa") mediante la acción de antigravitones (la hipotética antipartícula del gravitón). No obstante, de acuerdo con las principales líneas de investigación actuales, se considera improbable o indemostrable que pueda existir la antigravedad como tal. La falta de pruebas científicas, unido a la incomprensión actual de una teoría cuántica de la gravedad, han llevado a numerosos autores de ciencia ficción a incorporar esta forma de levitación en las tramas de su producción literaria.

## Levitación empleada como espectáculo
Los magos 'engañan' los sentidos de manera que puede parecer que una persona esté levitando, creando así el concepto de ilusión. Dentro de los espectáculos más notables, está el de la levitación de David Copperfield, quien durante sus espectáculos volaba por el escenario sin ningún tipo de sujeción aparente.
Dentro de la magia callejera, los dos magos más conocidos son David Blaine y Criss Angel, quienes durante parte de su espectáculo se dedican ya sea a la levitación propia o de otras personas, y en cualquier lugar.
Algunas de las técnicas más conocidas o por lo menos de las que se pueden oír hablar son:
- Levitación Basada en Hilo Invisible
- Levitación Magnética
- Levitación de Balducci (Utilizada por David Blaine)
- Levitación de David Copperfield (Mago e ilusionista)
- El arte de levitar de Subbayah Pullavar